# Granada M67
La M67 es una granada de fragmentación utilizada por las fuerzas armadas de Estados Unidos y Canadá (donde se conoce como C13). La M67 reemplazó a la M61, que a su vez sustituyó a la Mk 2.

## Descripción

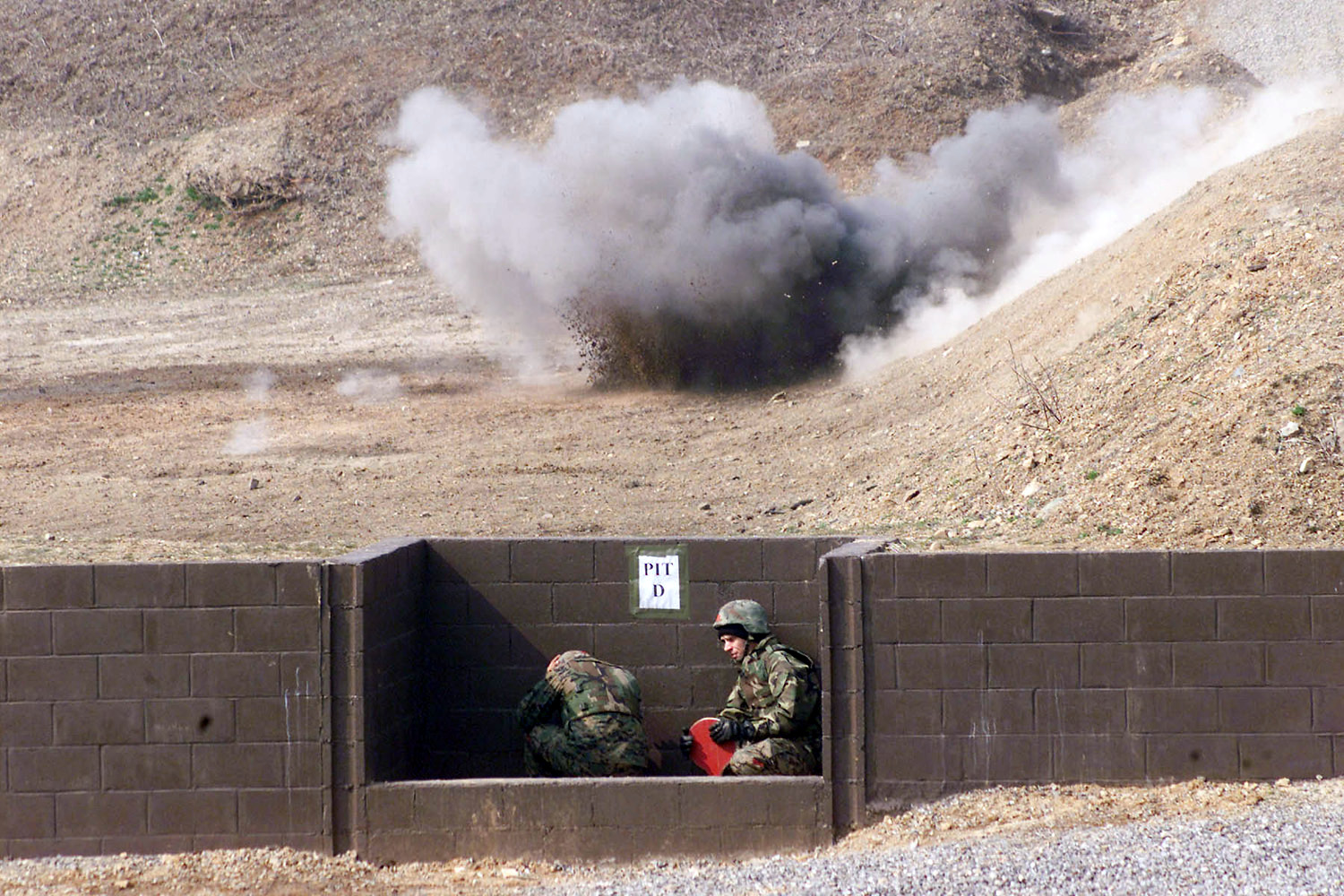
Dos Marines estadounidenses entrenando con granadas M67 durante un ejercicio conjunto entre fuerzas de ese país y surcoreanas en 2004.

La M67 puede ser arrojada a aproximadamente 30 metros por el soldado promedio. Tiene una espoleta de 4,2 segundos que causa la detonación del explosivo que se encuentra dentro de la carcasa redonda. El recubrimiento, al estallar la carga, se fragmenta en cientos de pedazos, produciendo heridas en un radio de 15 metros y causando fatalidades a 5 m o menos. Algunos fragmentos pueden volar hasta 230 metros.
Se deben tomar cuatro pasos para activar la granada:
Primero, el operador adopta la posición de lanzamiento: los pies bien separados, sujetando la granada con las manos en la zona del abdomen. 
Segundo, quitar el pasador de seguridad. 
Tercero, el operador pone el dedo índice de su mano inhábil en la anilla de la espoleta mientras que sostiene firmemente el cuerpo de la granada junto a la palanca con su mano hábil para que cuando retire el pasador, la palanca no se caiga y no active automáticamente la espoleta. En este punto, si el pasador es removido por accidente, puede volverse a colocar en su lugar, siempre que el operador tenga la palanca de seguridad sujeta.
Cuarto, el usuario separa con fuerza la granada del pasador, se asegura que la palanca esté todavía intacta y arroja la granada hacia el blanco. De ser tácticamente apropiado, el operador advierte con un grito a sus compañeros sobre el proyectil que acaba de lanzar. 
Como medida de seguridad adicional, el pasador de la granada está doblado, para que no sea quitado accidentalmente. El usuario debe tirar con fuerza para que el pasador se enderece al salir. El pasador es pequeño y está hecho de un metal relativamente blando, así que no es difícil retirarlo en el fragor del combate. 
Cuando la granada es arrojada, la palanca de seguridad se desprende. Esta acción libera un percutor impulsado por un resorte, el cual impacta contra una cápsula fulminante, encendiendo la mecha. Tras 4,2 segundos, ocurre la explosión.
Fue utilizada en la Guerra de las Malvinas por parte del Ejército Argentino.

## Usuarios
- Estados Unidos
- Ucrania[1]